# Shihuh
Los Shihuh (en árabe: الشحوح, romanizado: Shiḥuḥ), (plural de Al Shehhi), es una  tribu árabe que vive en Omán y en los Emiratos Árabes Unidos (EAU).
Esta tribu habitó principalmente la parte norte de las Montaña Hajar, en la Península de Musamdam, y tuvo una gran influencia en los asentamientos de la costa este y oeste del norte de los Emiratos Árabes Unidos y Omán, siendo muy celosos tanto de su identidad y tradiciones, como de su independencia.

## Secciones
Los Shihuh se dividen en dos secciones principales, los Bani Hadiyah (con las subsecciones Bani Muhammad; Bani Alí; Bani Ham Mazyud y Khanazirah) y los Bani Shatair  (con las subsecciones Khanabil; Kumazarah; Mahabib y Maqadilah). A su vez, históricamente, las distintas subsecciones repartían su territorio en diferentes zonas tribales.
Según el informe publicado por el diplomático e historiador británico John Gordon Lorimer, a principios del siglo XX, la tribu contaba con unos 21.500 miembros y estaba asentada principalmente alrededor de las montañas Rus Al Jibal (región de Omán, en la península de Musandam, al sur del estrecho de Ormuz), así como en las poblaciones de Sha'am, Ghalilah, Ghubb y Khor Khwair, en Ras Al Jaima. 
En total, unos 14.500 Shihuh vivían en las zonas costeras, mientras que 7.000 habitaban el interior montañoso, aunque los miembros de la tribu se desplazaban estacionalmente entre ambos territorios. 
Los Bani Hadiyah se encuentran principalmente en la costa occidental de los Emiratos Árabes Unidos, incluido Khasab, en Omán, que está considerada como su aldea principal. 
Los Bani Shatair, por su parte, están centrados alrededor de Kumzar, también en el extremo septentrional de la península de Musandam.
En general, los Shihuh habitaban las montañas situadas al norte del Wadi Bih, mientras que otra tribu estrechamente aliada, los Habus, se asentaron en los wadis y las granjas situadas hacia el sur del mismo wadi.

## Idioma y estilo de vida

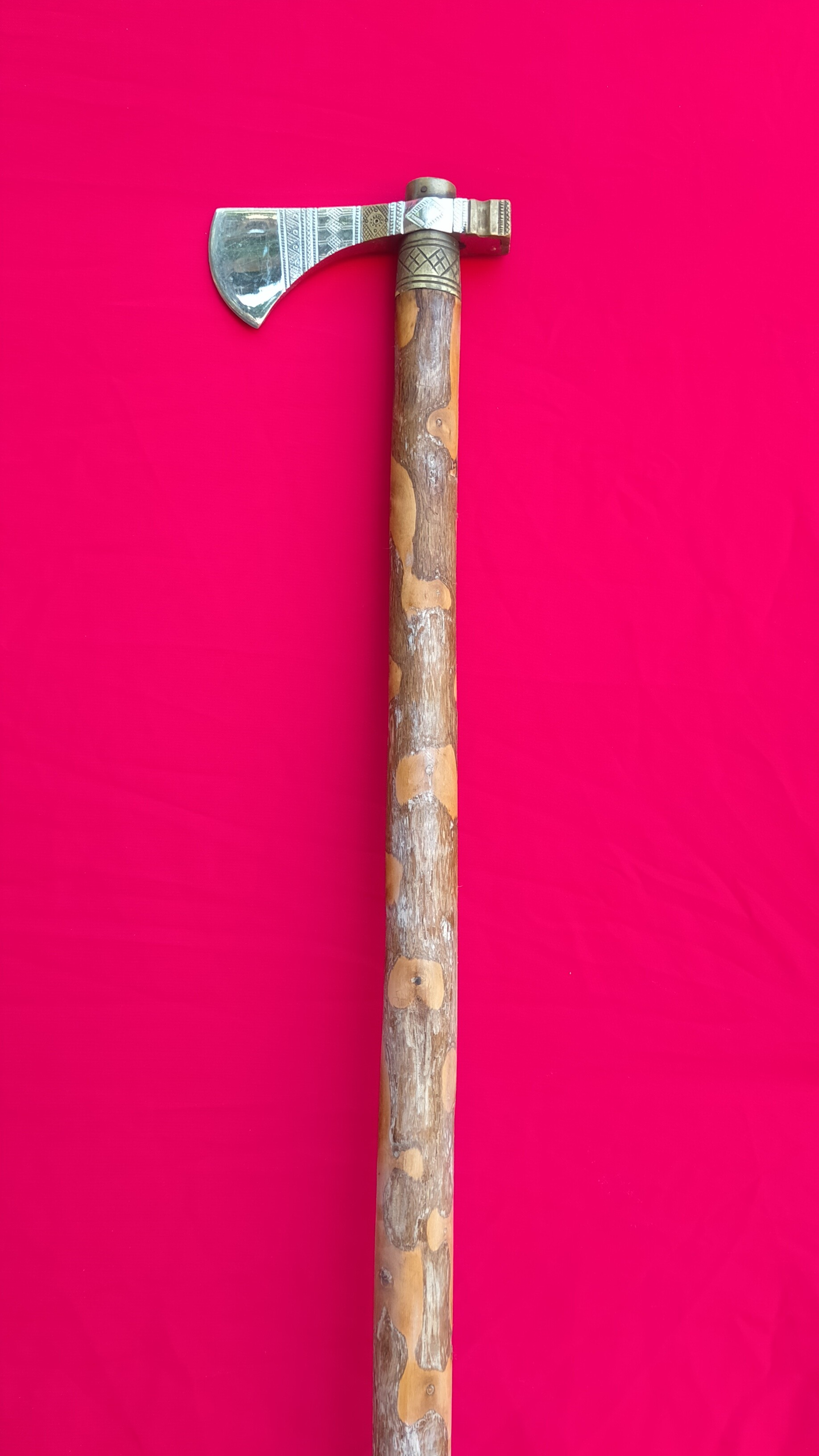
Jirz. Hacha tradicional de la tribu Shihuh

Durante los meses de invierno, los Shihuh se dedicaban principalmente a la agricultura y ganadería, formando comunidades que habitaban casas y cabañas construidas con piedra seca, denominadas bait al-qufl, ubicadas generalmente en las zonas altas de las montañas, canalizando el agua de escorrentía para regar sus bancales o terrazas de cultivo. 
También mantenían grandes rebaños de cabras, que les permitía disponer una importante fuente de excedentes para intercambiar por otros productos básicos.
Su alimento básico era: dátiles, cebada, trigo y leche, carne y queso de cabra.
En los meses más cálidos, aprovechando la temporada de recogida de dátiles, solían desplazarse hacia la costa, generalmente a Khasab, Dibba y la región de Batina, y también trabajaban en los criaderos de ostras y extracción de perlas.
A diferencia de los nómadas, que viajan de un lugar a otro en busca de agua y pastos, los Shihuh tenían casas permanentes tanto en la costa como en la montaña, y se movían entre ellas según la temporada.
El estilo de vida, lenguaje y tradiciones de los Shihuh son marcadamente diferentes a los de los beduinos del desierto de los Emiratos Árabes Unidos, lo que llevó a plantearse los orígenes de esta tribu.
La investigación ha demostrado que la tribu incorpora elementos de origen iraní, la subsección Kumazarah habla un dialecto muy relacionado con el minabi del sur de Baluchistán, denominado kumzari. Se cree que el elemento árabe de la composición de la tribu, la mayoría, está relacionado con la ola de inmigración de Yemen, que trajo grupos de inmigrantes Malik bin Fahm al norte en el siglo II.
Bertram Thomas escribió en 1930 sobre el dialecto Kumzari que, “Kumzari es en gran parte un compuesto de árabe y persa, pero distinto de ambos. Tal como se habla, no es comprensible ni para el visitante árabe ni para el persa de alfabetización habitual”.
A diferencia de los beduinos, que utilizan cuchillos ceremoniales curvos, conocidos como janyar, los shihuh emplean un singular tipo de hacha, de mango largo y una cabeza pequeña, que llaman Jirz.

## Historia
Históricamente, los Shihuh eran difíciles de gobernar y sus principales poblados del norte eran a menudo secesionistas, aprovechando la inaccesibilidad del terreno que habitaban.
Frecuentemente estaban en conflicto con los Sharqiyin de la costa este de los Emiratos Árabes Unidos, pero resolvieron sus diferencias para hacer causa común contra la autoridad central, representada por el Sharjah, cuando los Sharqiyin organizaron uno de sus numerosos intentos de rebelión.
Los Shihuh también estaban frecuentemente en conflicto con los Al Qasimi tanto de Sharjah como de Ras Al Jaima, y aunque generalmente preferían aceptar la soberanía de Muscat, también tenían propiedades en Ras Al Jaima o Sharjah. 
La aldea de Sha'am es un buen ejemplo de un territorio que pasó a depender económica y políticamente de Ras Al Jaima, aunque su población Shihuh se originó en Rus Al Jibal y se había considerado omaní.